# José Oriol
José Oriol (23 de novembro de 1650 - 23 de março de 1702) foi um sacerdote espanhol. Doutorado em filosofia e teologia na Universidade de Barcelona, em 1676 foi ordenado sacerdote em Vich, onde foi preceptor durante dez anos. Em 1686 viajou para Roma, onde o papa Inocêncio XI lhe confirmou um benefício na igreja de Santa María del Pí, na sua cidade natal. Dedicou a sua vida à penitência e ao cuidado dos enfermos. Beatificado em 1806, foi canonizado em 1909.